# Leeds Beckett University

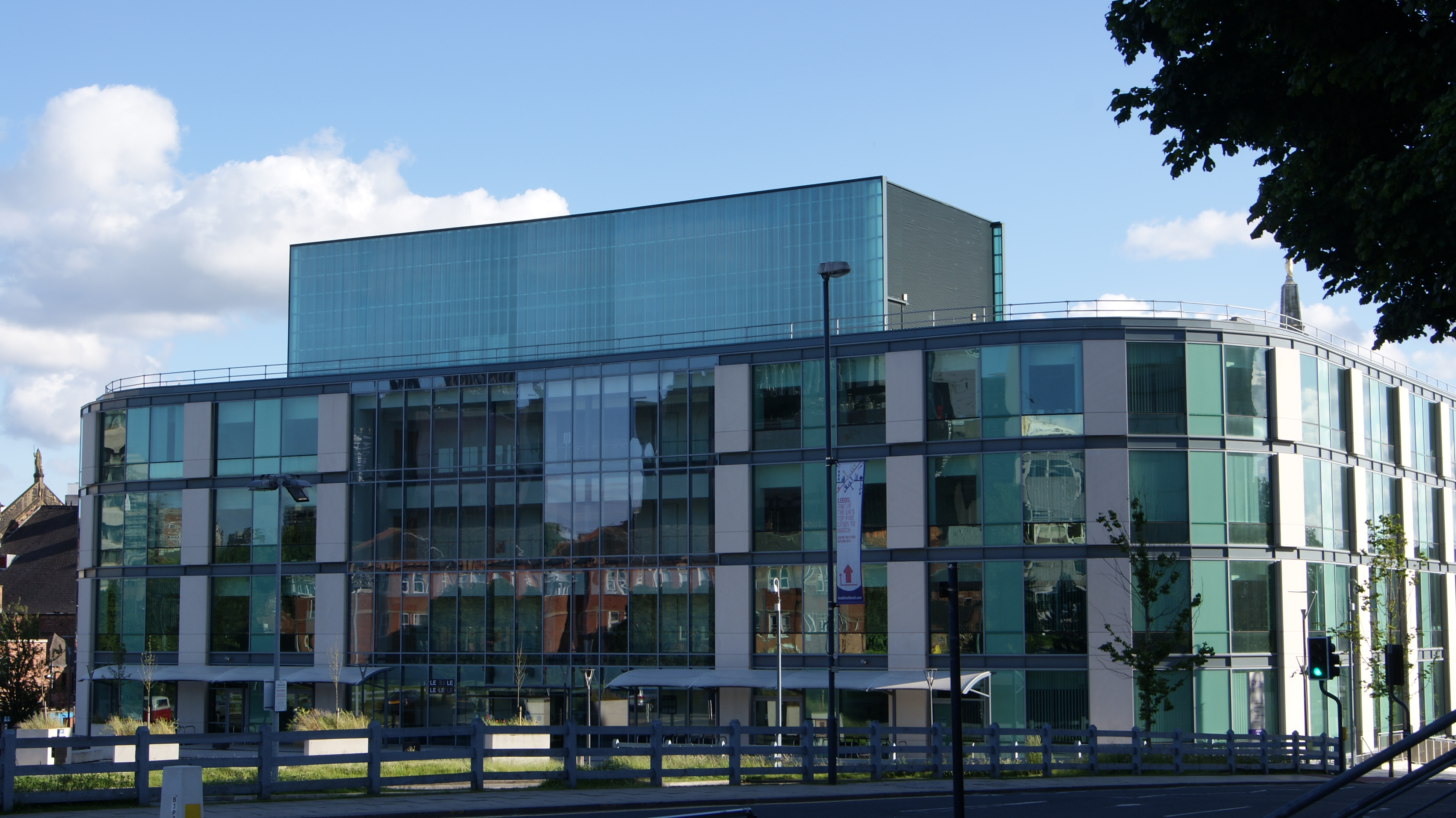
Il Rose Bowl

La Leeds Beckett University (LBU), già nota come Leeds Metropolitan University (LMU), e prima ancora come Leeds Polytechnic, è una università pubblica con sede a Leeds.

## Storia
Istituita come università nel 1992, in precedenza era nota come "Politecnico di Leeds". Le sue origini risalgono al 1824, quando venne fondato l'istituto di meccanica.

## Struttura
L'università è organizzata in undici scuole:
- Ambiente costruito, ingegneria e calcolo
- Arte
- Business
- Gestione di eventi, turismo e ospitalità
- Giurisprudenza
- Scienze cliniche applicate
- Scienze della formazione
- Scienze sociali
- Sport
- Studi culturali e discipline umanistiche
- Studi sulla salute e della comunità

## Sport
Football americano
L'università ha una squadra di football americano femminile, le Leeds Carnegie Chargers, che disputa il massimo campionato femminile per club.